# Jesse Stone
Jesse Albert Stone (Atchison, 16 november 1901 - Altamonte Springs, 1 april 1999) was een Amerikaanse orkestleider, arrangeur en componist.

## Carrière

### De jaren 1920
Stone was afkomstig uit een muzikale familie, de moeder was zangeres en de vader produceerde minstrel shows, waarbij hij ook trommel speelde. Als kind toerde hij aanvankelijk met de minstrel shows van zijn oom, Brown's Tennessee Minstrels. Toen hij schoolplichtig werd, verhuisde hij naar Kansas City, waar hij woonde bij zijn grootmoeder. Zijn eerste band had hij nog geformeerd tijdens zijn highschooltijd. Al in 1922 formeerde Stone de band Sepia Serenaders. Coleman Hawkins was hiervan lid, maar die werd in hetzelfde jaar weggehaald door Mamie Smith voor diens Jazz Hounds. De bandleden tijdens deze jaren waren naast Stone, Albert Hinton en Slick Jackson (trompet), Druie Bess (trombone), Glenn Hughes (altsaxofoon), Jack Washington (alt- en baritonsaxofoon), Elmer Burch (tenorsaxofoon), Silas Cluke (banjo), Pete Hassel (tuba) en Max Wilkinson (drums). Met deze blazerssectie bezat Stone een van de beste bands in het gehele zuidwesten. In april 1927 nam hij met deze band (nu Blues Serenaders) de eigen compositie Starvation Blues / Boot to Boot op voor Okeh Records, die in juni 1927 werd uitgebracht. Zijn band behoorde toentertijd tot de weinige jazzbands uit het zuidwesten van de Verenigde Staten, zoals Bennie Moten. In 1929 leidde hij voor een korte periode samen met Terrence Holder de band Eleven Clouds of Joy, die vanaf mei 1929 op tournee ging.
In 1929 voegde hij zich bij de band George E. Lee & His Novelty Singing Orchestra van Julia Lee en George E. Lee, die in november 1929 bij Brunswick Records vier nummers met hem opnamen, waaronder het door Stone gecomponeerde Paseo Strut en Ruff Scufflin'.

### De jaren 1930
Samen met andere muzikanten verliet Stone de band in februari 1932. Stone werd daarna mede-leider van de Thamon Hayes Band, die in mei 1932 na vermoeiende repetities deelnam aan de 'Battle of Bands' in Kansas City en de Bennie Moten Band versloeg. Hij verliet de band in 1934. Pas in 1935 was hij weer orkestleider van mensen als Budd Johnson en Jabbo Smith (trompet). Met de hulp van Duke Ellington lukte het Stone om in 1936 op te treden in de beroemde New Yorkse Cotton Club. Daarna kreeg Stone een dienstbetrekking als arrangeur in de Apollo Club. In februari 1937 nam hij het nummer Snaky Feeling / Wind Storm op voor Variety Records.

### De jaren 1940
Zijn eerste grote compositie was Idaho uit 1941, welke originele titel van Alvino Rey in september 1941 werd opgenomen, in juni 1942 op de markt kwam en die zich kon plaatsen in de pophitlijst (#3). Coverversies van Guy Lombardo en Benny Goodman waren ook zeer succesvol. In september 1945 na, Goodman de Stone-compositie Symphony op met Lisa Morrow.
In hetzelfde jaar beleefde Jesse Stone, hoe zijn vriend Herb Abramson de oprichting voorbereidde van Atlantic Records, met financiële ondersteuning van Ahmet Ertegün, waarvan Stone al vanaf het begin creatief deel uitmaakte. Op zoek naar dansbare muziek ontwikkelde Stone een basstructuur, die de oorsprong van de latere rock-'n-roll zou vormen. De eerste song in dit format was Cole Shaw van de altsaxofonist Frank Culley, opgenomen in januari 1949. Deze mengeling tussen swing en rhythm-and-blues kwam in maart 1949 op de markt en plaatste zich in de r&b-hitlijst (#11). De song was door Stone oorspronkelijk gecomponeerd in 1942 als Sorghum Switch voor Jimmy Dorsey en werd door deze opgenomen in februari 1942. De song plaatste zich in de pophitlijst (#21). Louis Jordan nam het nummer in april 1949 weer op en haalde daarmee na het uitbrengen in mei 1949 de r&b-hitlijst (#7).

### De jaren 1950
Tijdens zijn periode bij Atlantic Records verscheen Stone vaak als arrangeur en speelde hij bij een groot aantal opnamesessies als pianist. Vermeld werden de opnamesessies met The Clovers (22 februari 1952: Don't You Know I Love You / Skylark); Ray Charles (vanaf 11 september 1952: The Sun's Gonna Shine Again, Roll With The Baby, The Midnight Hour, Jumpin' In The Mornin'; 17 mei 1953: Losing Hand, It Should Have Been Me, 4 februari 1954: Honey Love, 18 november 1954: I've Got a Woman), The Drifters (9 augustus 1953: Watcha Gonna Do, Money Honey, 12 november 1953: Bip Bam), Big Joe Turner (15 februari 1954: Shake, Rattle and Roll en Well All Right). De Jesse Stone Band nam op 21 maart 1954 Oh That'll Be Joyful / Runaway op en begeleidde LaVern Baker op 25 maart 1954 bij vier nummers, waaronder I Can't Hold Out Any Longer.
Op 28 januari 1955 begeleidde Stones orkest weer Joe Turner bij Flip, Flop And Fly, Ruth Brown op 1 maart 1955 bij As Long As I'm Moving. Jesse Stone & His Houserockers (als Chuck Calhoun & His Atlantic All Stars) namen op 24 juni 1955 Hey Tiger / Barrelhouse en Night Life / The Rocket op. Op 2 oktober 1957 begeleidde zijn band weer Joe Turner bij Teenage Letter / Wee Baby Blues met componist Mike Stoller aan de piano. The Clovers aanvaarden zijn Down in The Alley (opgenomen op 15 december 1953, maar toentertijd niet uitgebracht, pas de op 25 juli 1957 ontstane versie werd in augustus 1957 uitgebracht) en Your Cash Ain't Nothing But Trash (opgenomen 16 april 1954). Met The Clovers en The Cardinals had hij geoefend, voordat ze aan de microfoon mochten.
Onderwijl veel belangrijker waren enkele van zijn composities, wiens duidelijke bluespatronen later zouden dienen als model voor de rock-'n-roll. Omdat Stone lid was van de ASCAP, adviseerde Ahmet Ertegün hem, terug te vallen op een pseudoniem voor zijn Atlantic-composities. Stone koos voor Charles E. Calhoun en Chuck Calhoun. Zodoende kon hij ook lid worden bij BMI, waar de Atlantic-composities werden geregistreerd en kon hij op deze manier zijn samenvallend lidmaatschap bij het concurrerende ASCAP verhullen. Deze pseudoniemen gebruikte hij onder andere bij zijn composities Losing Hand en It Should Have Been Me (Ray Charles), Money Honey en Bip Bam (The Drifters), Shake, Rattle And Roll en Well All Right (Joe Turner), I Can't Hold Out Any Longer (LaVern Baker), As Long As I'm Moving (Ruth Brown) en Don't You Know I Love You (The Clovers).
Zijn eerste miljoenenseller voor Atlantic Records als componist was Money Honey, de debuutsingle van The Drifters, die na het uitbrengen in september 1953 elf weken lang de r&b-hitlijst aanvoerde en waarvan twee miljoen exemplaren werden verkocht.
Een van de wegbereiders van de vroege rock-'n-roll was Stones 12-takt bluescompositie Shake, Rattle and Roll, die in februari 1954 werd opgenomen en in de originele versie van Joe Turner drie weken lang de toppositie bezette in de r&b-hitlijst. Stone had de zinsnede tijdens een spelletje craps gehoord en een song daaruit gecomponeerd. Bill Haley & His Comets namen het prototype van een bluessong in juni 1957 op, verwijderden riskante tekstpassages en brachten deze in juli 1954 op de markt. De pophitlijsten noteerden hem op de 7e plaats, in de platenzaken ontwikkelde hij zich nog voor Rock Around the Clock tot de eerste miljoenenseller voor de band. Talrijke andere coverversies volgden, onder andere van Elvis Presley en Buddy Holly. In juni 1955 nam Haley Stones originele compositie Razzle Dazzle op, die de pophitlijst haalde (#15).
Stone schreef in 1955 nog enkele minder belangrijke nummers, zoals The Kissing Song (maart 1955), (I Don't Know) Why The Car Won't Go (juni 1955), The Rocket (juli 1955) en Lipstick, Powder And Paint (juli 1956). Als Charlie Calhoun bracht hij in mei 1955 de standard Smack Dab in The Middle uit, door Ray Charles in juni 1964 uitgebracht op de lp Have a Smile With Me.
Jesse Stone concentreerde zich op dansbare en bij de blanke klantenkring acceptabele songs met commerciële r&b-arrangementen, die de gebruikelijke intensiteit van de zwarte muziek systematisch afvlakten. Hij bracht The Cookies als achtergrondkoor naar Ray Charles, bij wie ze beroemd werden als The Raelettes. Als arrangeur zorgde hij voor de beste interpretaties van de gekozen songs. Stone ontdekte in 1954 de alt- en tenorsaxofonist King Curtis, die als sessiemuzikant bij Atlantic Records naast Sam Taylor zeer gevraagd was en opvolgend vanaf 1958 ook een eigen succesvolle instrumentale plaat had uitgebracht. Tussen 1958 en 1959 registreerde Curtis de meeste activiteiten voor Atlantic Records. Zijn laatste opdracht was voor de debuutsingle van Solomon Burke, het in april 1962 opgenomen Down in the Valley.

## Afscheid bij Atlantic Records
Stone verliet in 1956 Atlantic Records, waarvoor hij af en toe verder werkte. Samen met Hal Fein en Charles Singleton richtte hij in 1956 de muziekuitgeverij Roosevelt Music Company Inc. op, waarbij in het bijzonder de composities van Otis Blackwell, Bob Feldman, Richard Gottehrer, Jerry Goldstein en Don Covay succes hadden. De eerste, later succesvolle auteur was Winfield Scott, terwijl Otis Blackwell en Lincoln Chase in september 1957 begonnen bij Roosevelt Music. Charles Singleton was zelf componist (Don't Forbid Me, januari 1961, Take Out Some Insurance on Me, Baby, juni 1964) en Bert Kaempfert stond vanaf 1962 op verzoek als componist ter beschikking. Tot het hoofdrepertoire van de uitgeverij, die zich vestigde in het beroemde New Yorkse Brill Building, behoorden in het bijzonder composities uit de rhythm-and-blues.

## Covers
Elvis Presley had een groot aantal coverversies uit de pen van Jesse Stone ingespeeld. Ook nam hij tijdens zijn eerste opnamesessies bij RCA Records in januari 1956 het als origineel van The Drifters afkomstige Money Honey op. Het rustige Like a Baby werd voor de eerste keer opgenomen door Vikki Nelson With The Sounds in februari 1957. Elvis vereeuwigde het nummer in april 1960. Down in the Alley was als origineel afkomstig van The Clovers (opgenomen in juli 1957), de Elvis-cover van mei 1966.

## Verdere activiteiten
De intussen 60-jarige Stone hielp bij de oprichting van Reprise Records van Frank Sinatra in 1961, daarna werkte hij voor Randy Records. In 1966 trouwde hij met Evelyn McGee van de zanggroep Sweethearts of Rhythm en zong hij met haar als het Stone Duo in de regio rond New York, totdat ze in 1985 in Winter Springs met pensioen gingen. Daar overleed Evelyn McGee op 27 mei 2011.
Stone werd in 1992 opgenomen in de Rhythm & Blues Hall of Fame, in 2010 in de Rock & Roll Hall of Fame. Bij BMI zijn onder het pseudoniem Charles E. Calhoun 231 composities auteursrechtelijk beschermd, waarvan er vier een BMI Award kregen.

## Overlijden
Jesse Stone overleed in april 1999 op 97-jarige leeftijd.
- Biblioteca Nacional de España: XX879776
- Bibliothèque nationale de France: cb140223818 (data)
- Gemeinsame Normdatei: 134532120
- International Standard Name Identifier: 0000 0003 8693 9491
- Library of Congress Control Number: no2008099584
- Nationale Bibliotheek van Letland: 000079555
- MusicBrainz: b011ce7d-ff1c-43cd-82ae-d978ee4d5d49
- Nationale Bibliotheek van Israël: 987007318129105171
- Nederlandse Thesaurus van Auteursnamen: 073690902
- Virtual International Authority File: 29731162
- WorldCat: E39PBJwRQ8VWTfMfDbVCyTjQv3